# Дрейцер, Эмиль
Эмиль Дрейцер (англ. Emil A. Draitser, полное имя — Самуил Абрамович Дрейцер, род. 1937, Одесса) — русский и американский писатель, литературовед и культуролог. Профессор русской литературы в Хантер-колледже Университета города Нью-Йорк. Автор работ по русской сатире и юмору, современной русской народной культуре, писательскому творчеству.

## Биография
В 1960 году окончил Одесский политехнический институт. Работал в Киеве мастером по монтажу, инженером исследовательской лаборатории, научным редактором одного из московских издательств. В 1964—1974 годах под псевдонимом «Эмиль Абрамов» выступал в печати как фельетонист (в «Известиях», «Комсомольской правде», «Крокодиле», «Труде») и как автор сатирических рассказов (в «Клубе 12 стульев» «Литературной газеты», а также в «Юности», «Неделе», «Вечерней Москве», «Литературной России»).
В октябре 1974 года эмигрировал в США. В 1983 году окончил аспирантуру Калифорнийского университета в Лос-Анджелесе (на кафедре русской литературы), получив степени магистра искусств и доктора философии. С 1986 года – профессор русской кафедры колледжа имени Томаса Хантера (Хантер-колледж, Городской университет Нью-Йорка). Трижды лауреат литературной премии Совета по Делам Искусств штата Нью-Джерси.
Среди отмеченных литературными премиями десяти томов его художественной и научной прозы заслуживают отдельного упоминания книга воспоминаний «Кто ты такой» и биография разведчика-нелегала Д. А. Быстролётова, «Stalin’s Romeo Spy: The Remarkable Rise and Fall of the KGB’s Most Daring Operative», получившие высокую оценку литературной критики. Его рассказы и эссе публикуются в журналах США, Канады, Польши, Белоруссии и России.

## Труды

### Книги на русском языке
- Эмиль Дрейцер. На кудыкину гору: Одесский роман. — Baltimore: Seagull Press, 2012. ISBN 978-0982911365
- Эмиль Дрейцер (редактор-составитель). Русские поэты XIX века. Антология. — Tenafly, NJ: Hermitage Publishers, 2000. ISBN 1557791198
- Эмиль Дрейцер (редактор-составитель). Русские поэты XX века. Антология для студентов. — Tenafly, NJ: Hermitage Publishers, 2001. ISBN 1557791287
- Эмиль Дрейцер. Кто ты такой: Одесса, 1945—1953[5]. — Baltimore: Seagull Press, 2003. ISBN 097149634X
- Эмиль Дрейцер. Потерялся мальчик[6] — М.: Московский рабочий, 1994.
- Эмиль Дрейцер. Пещера неожиданностей[7] (The Fun House). — New York: Possev-USA, Effect, 1984. ISBN 0911971033

### Книги на английском языке
- Emil Draitser. Forbidden Laughter[8]. — Los Angeles: Almanac Press, 1978, 1980. ISBN 0896260453. ISBN 0896260453
- Emil Draitser. Techniques of Satire: The Case of Saltykov-Shchedrin. — New York-Berlin : Mouton de Gruyter, 1994. ISBN 3110126249
- Emil Draitser. Taking Penguins to the Movies: Ethnic Humor in Russia (Humor in Life and Letters). Wayne St.Univ. Pr., 1998. ISBN 9780814323274
- Emil Draitser. Making War, Not Love: Gender and Sexuality in Russian Humor. — Palgrave Publ., 1999. ISBN 9780312221294
- Emil Draitser. Making War, Not Love: Sexuality and Gender in Russian Humor. — St. Martin’s Press, New York, 1999.
- Emil Draitser. The Supervisor of the Sea & Other Stories. — Xenos Books, 2003. ISBN 1879378477
- Emil Draitser. Shush! Growing Up Jewish Under Stalin: A Memoir[9]. — University of California Press, 2008. ISBN 9780520254466
- Emil Draitser. Stalin’s Romeo Spy: The Remarkable Rise and Fall of the KGB’s Most Daring Operative[10]. — Northwestern University Press, 2010. ISBN 978-0810126640
- Emil Draitser. Laughing All the Way to Freedom: The Americanization of a Russian Emigre. — McFarland & Co., 2024.

### Книга на польском языке
- Emil Draitser. Wesele w Brighton Beach. - Midrasz Publsihers, Warsaw, 2008.
- Emil Draitser. Szpieg Stalina. - AMF, 2014.